# Platinum Studios
Platinum Studios, Inc. é uma empresa de mídia de capital aberto, com sede nos Estados Unidos. Ele controla uma grande linha independente de personagens de quadrinhos, que visa adaptar, produzir e licençiar para todas as formas de mídia, incluindo impressão, filmes, online, mobile/wireless, jogos e merchandising. A Platinum Studios abriga mais de 5.600 personagens de quadrinhos em vários gêneros e estilos. Tem controle total dos direitos para cinema e televisão de todos os personagens e histórias adquiridos pela empresa.
A Platinum Studios registrou perdas líquidas de US$ 4,3 milhões em 2006 e US$ 5,1 milhões em 2007.